# DDR SDRAM

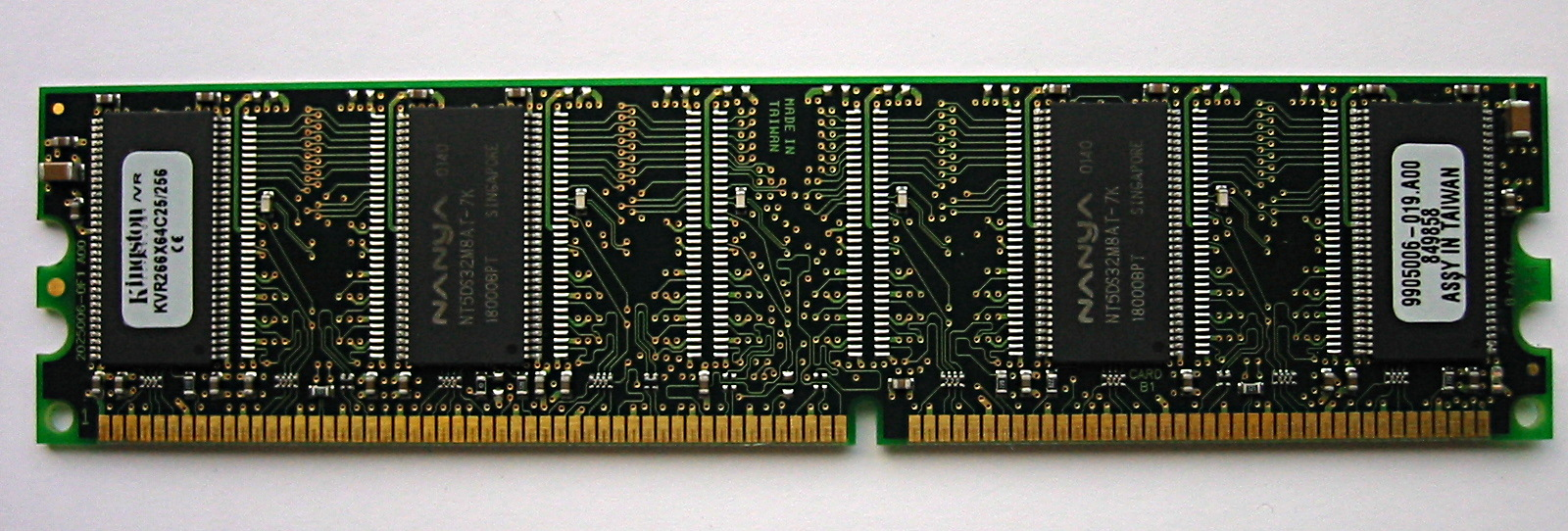
DDR-SDRAM DIMM

Grafisk jämförelse av DDR, DDR2 och DDR3 till stationär PC

DDR SDRAM är en akronym för Double Data Rate Synchronous Dynamic Random Access Memory som är en typ av minneskretsar för datorer. DDR SDRAM åstadkommer en högre bandbredd än vanliga SDRAM genom att överföra data på både stigande och fallande fas av klockcykeln. Detta innebär att dataöverföringshastigheten fördubblas utan att man behöver öka klockfrekvensen på Front side busen. Därför har ett 166 MHz DDR-system en effektiv klockcykelfrekvens på 333 MHz om man jämför med ett vanligt SDRAM-system.
Data överförs med 8 bytes åt gången vilket ger DDR RAM en överföringshastighet på: minnesbussens klockcykel × 2 (dubbla hastigheten) × 8 (antal bytes som överförs). 
På ett system med en bussfrekvens på 166 MHz ger DDR-minnet en maximal överföringshastighet på 2656 Mbyte/s
DDR är föregångaren till DDR2.

## Specifikationer
JEDEC har angivit en standard för DDR SDRAM som är uppdelad i två delar. Den första delen anger specifikationerna för kretsen och den andra är för minnesmoduler.

### Kretsspecifikationer
- DDR-200: DDR-SDRAM-minneskretsen arbetar på 100 MHz
- DDR-266: DDR-SDRAM-minneskretsen arbetar på 133 MHz
- DDR-333: DDR-SDRAM-minneskretsen arbetar på 166 MHz
- DDR-400: DDR-SDRAM-minneskretsen arbetar på 200 MHz

### Modulspecifikationer
- PC-1600: DDR-SDRAM-minnesmodulen arbetar på 100 MHz och använder DDR-200-kretsar, 1.600 Gbyte/s bandbredd
- PC-2100: DDR-SDRAM-minnesmodulen arbetar på 133 MHz och använder DDR-266-kretsar, 2.133 Gbyte/s bandbredd
- PC-2700: DDR-SDRAM-minnesmodulen arbetar på 166 MHz och använder DDR-333-kretsar, 2.667 Gbyte/s bandbredd
- PC-3200: DDR-SDRAM-minnesmodulen arbetar på 200 MHz och använder DDR-400-kretsar, 3.200 Gbyte/s bandbredd